# Нилмар
Нилмар Онорато да Силва, по-известен само като Нилмар, (на португалски: Nilmar Honorato da Silva) е бразилски футболист, роден на 14 юли 1984 г. в Бандейрантес. Играе като нападател за Ал Раян.

## Клубна кариера
Нилмар започва да тренира в Интернасионал през 1999 г., а през 2002 г. дебютира за мъжкия отбор. Година по-късно вече е титуляр. През 2004 г. преминава във френския Олимпик Лион като заместник на тежко контузения Джоване Елбер. Още в дебютния си мач отбелязва два гола след влизането си като резерва, но до края на сезона не отбелязва повече попадения. През 2005 г. в отбора е привлечен Фред и квотата за чужденци извън ЕС е надвишена, а освен това отборът разполага с още утвърдени нападатели в лицето на Силвен Вилтор, Милан Барош и Сидни Гову. Затова Олимпик решава да даде Нилмар под наем на Коринтианс. Там също отбелязва гол в дебюта си, а до края на сезона изиграва редица добри мачове, печели одобрението на фенове и специалисти и попада в идеалния отбор на бразилския шампионат. В крайна сметка Коринтианс откупува правата му, но през лятото на 2007 г. бразилски съд разтрогва договора на Нилмар, защото отборът му дължи два милиона евро. Освен това бразилците изплащат на Олимпик само два милиона от трансферната сума в размер на десет милиона евро. Нилмар се завръща в Интернасионал, където отново показва добра игра. Той отбелядва победния гол във финала за Копа Судамерикана през 2008 г. През лятото на 2009 г. преминава във Виляреал, където с Джузепе Роси оформя титулярната нападателна двойка. Отбелязва гол срещу Левски в турнира Лига Европа през сезон 2009/10.

## Национелен отбор
За националния отбор Нилмар дебютира на Златната купа на КОНКАКАФ на 13 юли 2003 г. срещу Мексико. Въприки че Бразилия играе с отбора си до 23 г., ФИФА, признава статистиката на отбора като такава на мъжкия отбор. По-късно участва на Купата на конфедерациите през 2009 и Световното първенство през 2010 г.

### Голове
| # | Дата             | Място               | Съперник | Гол в мача | Краен резултат | Повод |
| - | ---------------- | ------------------- | -------- | ---------- | -------------- | ----- |
| 1 | 16 август 2004   | Порт о Пренс, Хаити | Хаити    |            | 6:0            | П     |
| 2 | 10 юни 2009      | Ресифе, Бразилия    | Парагвай |            | 2:1            | СК    |
| 3 | 9 септември 2009 | Салвадор, Бразилия  | Чили     |            | 4:2            | СК    |
| 4 | 9 септември 2009 | Салвадор, Бразилия  | Чили     |            | 4:2            | СК    |
| 5 | 9 септември 2009 | Салвадор, Бразилия  | Чили     |            | 4:2            | СК    |
| 6 | 11 октомври 2009 | Ла Пас, Боливия     | Боливия  |            | 2:1            | СК    |
| 7 | 14 ноември 2009  | Доха, Катар         | Англия   | 1:0        | 1:0            | П     |
| 8 | 17 ноември 2009  | Маскат, Оман        | Оман     |            | 2:0            | П     |

## Успехи
Интернасионал
- Копа Судамерикана
  - Носител: 2008
  - Голмайстор: 2008
- Кампеонато Гаучо
  - Шампион: 2003, 2004, 2008, 2009

 Олимпик Лион
- Лига 1
  - Шампион: 2005
- Суперкпупа на Франция
  - Носител: 2004

 Коринтианс
- Бразилия Серия А
  - Шампион: 2005
- Кампеонато Паулиста
  - Голмайстор: 2006

 Бразилия
- Световно първенство по футбол за младежи
  - Шампион: 2003
- Купа на конфедерациите
  - Шампион: 2009